# Wolfgang Konrad
Wolfgang Konrad, född 22 december 1958, är en friidrottare från Österrike. Han deltog vid olympiska sommarspelen 1980.